# Elisa Spiropali
Elisa Spiropali (Tirana, 15 marzo 1983) è una politica albanese, Presidente dell'Assemblea dell'Albania dal 30 luglio 2024 e precedentemente Ministro di Stato per i Rapporti col Parlamento dal 17 gennaio 2019 al 30 luglio 2024.

## Biografia
Nata il 15 marzo 1983 a Tirana da Aleksandër e Mimosa Spiropali, ha frequentato per due anni il ginnasio Qemal Stafa della capitale albanese, ottenendo poi per merito una borsa di studio dallo United World Colleges (UWC) che le ha permesso di diplomarsi al Lester B. Pearson College sull'isola di Vancouver, in Canada, per essere stata tra le cinque migliori studentesse delle scuole superiori in Albania. Ha poi proseguito gli studi con un'ulteriore borsa di studio per il Mount Holyoke College di South Hadley, Massachusetts, dove si è laureata con lode nel 2005 in economia e scienze politiche. Tra il 2005 e il 2006 ha lavorato presso lo studio legale Lansner & Kubitscheck di New York e dopo aver trascorso un semestre a Buenos Aires per approfondire la crisi economica argentina, nell'ambito dei programmi di scambio culturale del Mount Holyoke College, ha vinto nel 2007 una borsa di studio Chevening per studi post-laurea sull'Europa contemporanea presso l'Università del Sussex nel Regno Unito.

### Carriera politica
Nel 2009 si è unita al Partito Socialista d'Albania (PSSH), candidandosi alle elezioni parlamentari del 2009 senza successo, e tra il 2013 e il 2015 è stata direttrice generale delle dogane. È stata eletta all'Assemblea dell'Albania nella prefettura di Coriza con le elezioni parlamentari del 2017, venendo rieletta nel 2021.
Nominata Ministro di Stato per le relazioni col Parlamento nel 2019 nel secondo governo di Edi Rama, è stata poi eletta il 30 luglio 2024 come Presidente dell'Assemblea dell'Albania dopo le dimissioni di Lindita Nikolla.

## Vita privata
Si è sposata con Salarjon Tota nel 2014 e ha due figli: Nalta, nato nel 2015, e Kren, nato nel 2020.